# Bejt Lechem ha-Glilit
Bejt Lechem ha-Glilit nebo Galilejský Betlém, (hebrejsky בֵּית לֶחֶם הַגְּלִילִית, doslova "Galilejský Betlém" - pro odlišení od města Betlém v Judských horách jižně od Jeruzalému, anglicky Bethlehem of Galilee, v oficiálním seznamu sídel Bet Lehem HaGelilit) je vesnice typu mošav v Izraeli, v Severním distriktu, v Oblastní radě Jizre'elské údolí.

## Geografie
Leží v nadmořské výšce 174 metrů v Dolní Galileji, na pomezí severozápadní části zemědělsky využívaného Jizre'elského údolí a pahorkatiny na západním okraji Galileji. Jihovýchodně od vesnice vybíhá do údolí zalesněný kopcovitý hřbet Giv'at Chacir. Podél jeho západní strany do Jizre'elského údolí přitéká vádí Nachal Nahalal a souběžně s ním i vádí Nachal Bejt Lechem.
Vesnice se nachází cca 16 kilometrů severozápadně od města Afula, cca 82 kilometrů severovýchodně od centra Tel Avivu a cca 22 kilometrů jihovýchodně od centra Haify. Bejt Lechem ha-Glilit obývají Židé, přičemž osídlení v tomto regionu je smíšené - jižním směrem převládají v údolí židovská sídla. Na severní straně začíná kopcovitá krajina s výrazným zastoupením obcí, které obývají izraelští Arabové (například město Ka'abija-Tabaš-Chadžadžra cca 2 kilometry odtud). Arabové převládají i na východní straně (aglomerace Nazaretu).
Bejt Lechem ha-Glilit je na dopravní síť napojen pomocí lokální silnice číslo 7513.

## Dějiny
Bejt Lechem ha-Glilit je připomínán jako Bét-lechem už v Bibli, v Knize Jozue 19,15, kde je řazen mezi sídla kmene Zevulun. Připomíná se ještě v Talmudu a Mišně. Později byl zničen a ve středověku zdejší region osídlili Arabové.
V roce 1906 zde vznikla vesnice německé křesťanské sekty Templeři pod jménem Betlehem in Galiläa (společně s nedalekou vesnicí Waldheim - dnes Alonej Abba, založenou roku 1907). Během první světové války bylo obyvatelstvo vesnice částečně deportováno tureckými úřady a obec čelila válečným rekvizicím, což zbrzdilo její rozvoj. Ve 30. letech 20. století část Templerů v Palestině ovlivnila nacistická ideologie. Za 2. světové války byla proto tato komunita britskými úřady internována a deportována. Většina německých obyvatel byla odsunuta v roce 1939.
V roce 1948 byla opuštěná vesnice osídlena Židy. Židovské síly dobyly tuto vesnici 17. dubna 1948 v počáteční fázi války za nezávislost. Zakladateli nové osady byli židovští přistěhovalci z Rakouska, kteří tu zřídili zemědělský mošav.
Ekonomika Bejt Lechem ha-Glilit je založena na zemědělství a turistickém ruchu. V centru obce se dochoval soubor původních vil německých osadníků z počátku 20. století. Část obyvatel za prací dojíždí mimo obec. V roce 1991 byla při stávající vesnici postavena nová obytná čtvrť, do které se přistěhovali i soukromí rezidenti (bez vazby na původní struktury mošavu).
Zařízení předškolní péče o děti funguje přímo v obci, základní škola v nedaleké vesnici Kfar Jehošua. V Bejt Lechem ha-Glilit je k dispozici obchod, plavecký bazén, sportovní areály, pošta a synagoga.

## Demografie
Obyvatelstvo mošavu Bejt Lechem ha-Glilit je sekulární. Podle údajů z roku 2014 tvořili naprostou většinu obyvatel v Bejt Lechem ha-Glilit Židé (včetně statistické kategorie "ostatní", která zahrnuje nearabské obyvatele židovského původu ale bez formální příslušnosti k židovskému náboženství).
Jde o menší sídlo vesnického typu s dlouhodobě rostoucí populací. K 31. prosinci 2014 zde žilo 781 lidí. Během roku 2014 populace stoupla o 0,4 %.
| Rok            | 1948 | 1961 | 1972 | 1983 | 1995 | 2001 | 2003 | 2004 | 2005 | 2006 | 2007 | 2008 | 2009 | 2010 | 2011 | 2012 | 2013 | 2014 |
| -------------- | ---- | ---- | ---- | ---- | ---- | ---- | ---- | ---- | ---- | ---- | ---- | ---- | ---- | ---- | ---- | ---- | ---- | ---- |
| Počet obyvatel | 68   | 268  | 266  | 295  | 511  | 558  | 582  | 617  | 658  | 651  | 679  | 716  | 782  | 791  | 789  | 779  | 778  | 781  |